# Мозарландия
Мозарландия (порт. Mozarlândia)  —  муниципалитет в Бразилии, входит в штат Гояс. Составная часть мезорегиона Северо-запад штата Гойас. Входит в экономико-статистический  микрорегион Сан-Мигел-ду-Арагуая. Население составляет 12 005 человек на 2006 год. Занимает площадь 1734,359 км². Плотность населения — 6,9 чел./км².
Праздник города — 23 октября.

## Статистика
- Валовой внутренний продукт на 2003 год составляет 151 451 095,00 реалов (данные: Бразильский институт географии и статистики).
- Валовой внутренний продукт на душу населения на 2003 год составляет 13 023,57 реалов (данные: Бразильский институт географии и статистики).
- Индекс развития человеческого потенциала на 2000 год составляет 0,728 (данные: Программа развития ООН).